# Günter Wagner (Anthropologe)
Günter Wagner (* 28. September 1908 in Berlin; † 21. August 1952) war ein deutscher Ethnologe und Afrikanist. 

## Leben und Karriere
Nach seinem 1926 begonnenen Studium in Freiburg, Hamburg und bei Franz Boas an der Columbia University in New York unternahm Wagner zunächst ethnographische und linguistische Feldforschungen bei den Yuchi in Oklahoma. Mit einer Arbeit über die Entwicklung und Verbreitung des „Peyote-Kults“ promovierte er 1932 bei Georg Thilenius an der Universität Hamburg. Als Stipendiat der Rockefeller-Stiftung forschte und lehrte er an der University of Chicago und der University of California, Berkeley und unternahm weitere Feldforschungen bei den Comanche. In Chicago lernte er Bronisław Malinowski kennen, mit dem zusammen er 1933 zurück nach Europa reiste und dessen Ansichten für Wagner prägend waren.
Von 1933 bis 1939 unternahm er als Research Fellow des International African Institute mehrere langfristige Feldforschungsaufenthalte im Westen der britischen Kolonie Kenia. Seine Forschungen unter der Luhya-Gruppe der Bukusu veröffentlichte er nach dem Krieg in einer zweibändigen Monographie. Zwischen den Aufenthalten in Kenia lebte er mit seiner Frau und der 1937 geborenen Tochter in Hamburg und London. Für den 1940 von Meyer Fortes und Edward E. Evans-Pritchard herausgegebenen Band African Political Systems, eine Pionierarbeit der Politikethnologie, trug Wagner das Kapitel über die „Bantu-Kavirondo“ im westlichen Kenia bei.
Nach seiner Rückkehr nach Deutschland 1939 arbeitete Wagner für die Antisemitische Aktion, einen vom Reichsministerium für Volksaufklärung und Propaganda gesteuerten und finanzierten Verein, der eine Verteidigungsschrift für den Madagaskarplan zur Deportation europäischer Juden auf die afrikanische Insel erstellte. Ab dem Folgejahr war er als Zensor bzw. Kolonialreferent direkt im Propagandaministerium tätig. Im Februar 1940 wurde Wagner in die NSDAP aufgenommen. Im selben Jahr habilitierte er sich bei Richard Thurnwald an der Friedrich-Wilhelms-Universität zu Berlin. Anschließend lehrte er als Dozent für Völkerkunde an der Eberhard-Karls-Universität Tübingen und engagierte sich für koloniale Anwendung der Völkerkunde im Rahmen der kolonialrevisionistischen Bestrebungen des NS-Staats. Die Kolonialwissenschaftliche Abteilung des Reichsforschungsrates förderte 1941/42 Wagners Arbeit an seiner Kavirondo-Monographie. Als Soldat der Wehrmacht nahm Wagner ab 1942 am Zweiten Weltkrieg in der Sowjetunion, in Griechenland und Italien teil.
Nach dem Ende des Krieges wurde Wagner von der Universität Tübingen entlassen und es gelang ihm nicht, eine neue Anstellung in Deutschland zu finden. Er war als Übersetzer für die britische Besatzungsmacht tätig und arbeitete daneben weiter an seiner Monographie über die Kavirondo. 1950 reiste er nach Südwestafrika (heute Namibia) aus und wurde dort Assistant Government Ethnologist für das Department of Native Affairs. Während einer Feldstudie bei den Herero starb Wagner an den Folgen einer Venen- und Lungenentzündung.
Wagners gesammeltes Material aus seinen Feldforschungen befindet sich heute in der Abteilung für Afrikanistik und Äthiopistik der Universität Hamburg.

## Schriften
- Entwicklung und Verbreitung des Peyote-Kultes. Dissertation. In: Baessler-Archiv. Beiträge zur Völkerkunde. 15, 1932, S. 59–144.
- The changing family among the Bantu Kavirondo. Supplement to Africa Volume XII, N° 1. Oxford University Press, London 1939.
- The political organization of the Bantu of Kavirondo. In: Meyer Fortes, Edward E. Evans-Pritchard (Hrsg.): African Political Systems. Oxford 1940.
- The Bantu of North Kavirondo. 2 Bände. Oxford University Press, London/New York 1949–1956.